# Lifta
Pour les articles homonymes, voir Lifta (homonymie).
Lifta (لفتا; ליפתא) était un village palestinien situé aux alentours de Jérusalem, existant jusqu’à la fin de la Palestine mandataire. Ses habitants ont été expulsés par des milices paramilitaires sionistes pendant la guerre de 1948 en Palestine.
À l’époque ottomane, le village avait 400 habitants, tous musulmans. En 1834, une bataille a lieu durant la révolte de Palestine. Lors du recensement britannique de 1922, 1451 habitants sont enregistrés, tous musulmans. Avant 1948, le village avait des vergers, des moulins à huile, un pressoir à vin, une clinique moderne, deux cafés, deux charpentiers, des salons de coiffure, un boucher et une mosquée,. Dans les statistiques villageoises de 1945, la population est de 2250, dont 20 chrétiens. Quelques Juifs y habitaient, et un ancien habitant juif décrit les relations entre sa famille et la majorité arabe comme excellentes.
Pendant la guerre de 1948, un massacre a lieu le 28 décembre 1947, quand une milice paramilitaire juive attaque un café à la mitrailleuse et à la grenade. La maison du moukhtar est incendiée par les sionistes et 20 maisons démolies détruites. Les habitants arabes sont expulsés, et le village repeuplé par des immigrants juifs. En juillet 2017, Israël déclare Lifta (Mei Neftoach) réserve naturelle nationale. Le village est surnommé le « Pompéi palestinien ».

## Géographie

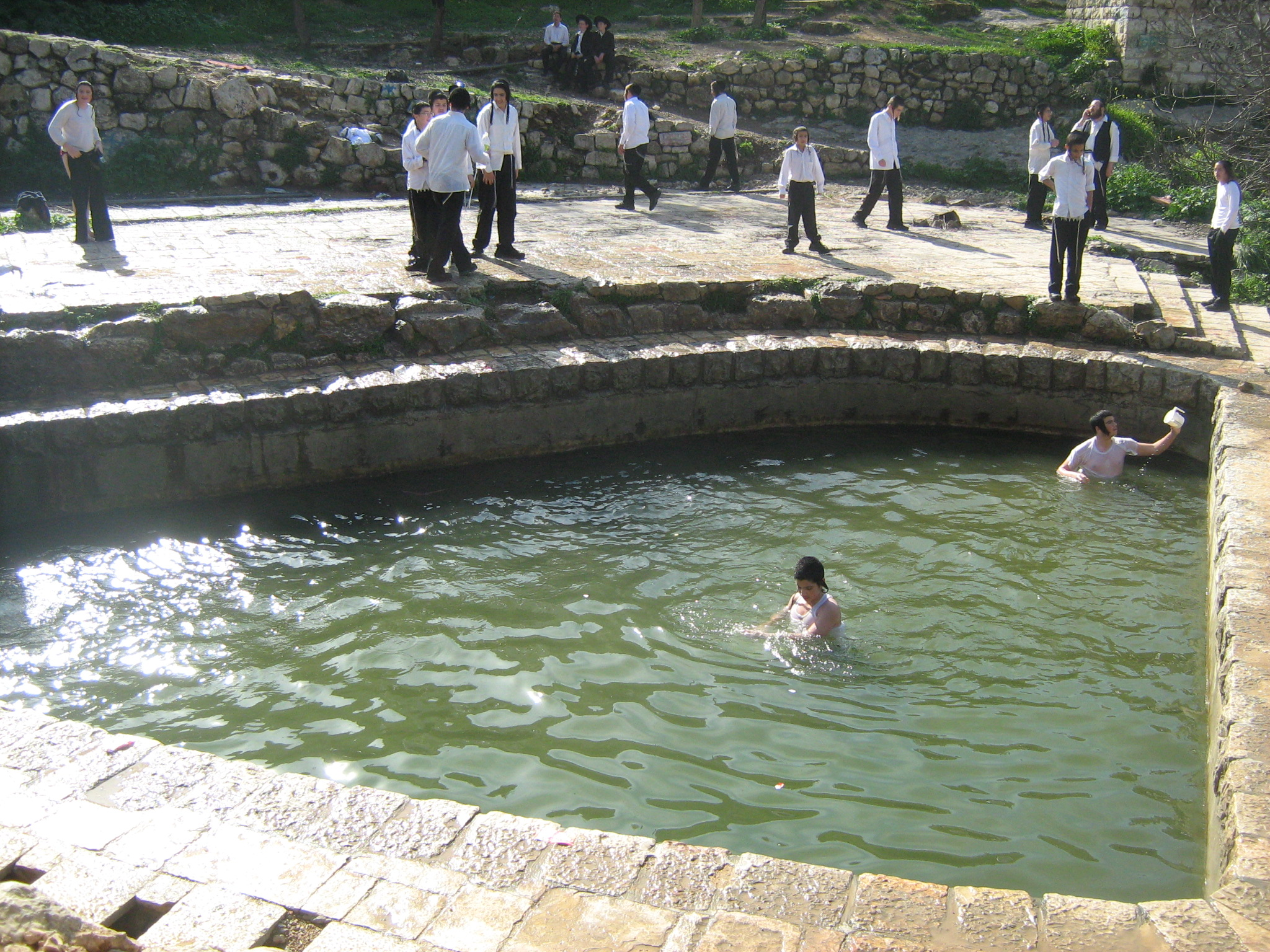
Source de Lifta.

Le village est situé sur le versant ouest et nord-ouest d’une colline escarpée dominant l’oued Salman (Wadi Salman). Les rues du village suivaient la courbe de la colline. La route entre Jérusalem et Jaffa passait immédiatement au sud du village ; quelques chemins reliaient Lifta aux villages voisins. L’oued Shami était utilisé pour irriguer les cultures. Lifta se trouvait à seulement à 5 kilomètres à l’ouest de Jérusalem. À la fin de la période du mandat britannique, le village s’agrandit vers le sud-est, les dernières maisons de Lifta rejoignant celles du quartier ouest de Jérusalem, Rumaymah ou Romema (en), ainsi que vers le sud et le sud-ouest, le long de la route Jaffa-Jérusalem. Le territoire de Lifta se trouve au nord et au nord-ouest de Jérusalem. Le village était situé à une altitude d’environ 675 m.

## Histoire

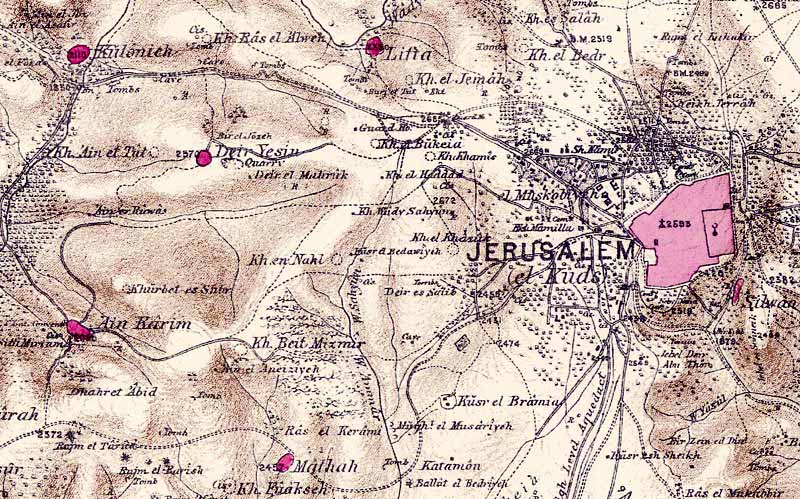
Carte de Lifta, avec Jérusalem à gauche dans les années 1870.

### Antiquité
Une source permanente est vue comme le site primitif du village. Parmi les découvertes archéologiques autour de la source se trouvent une grotte utilisée comme tombeau, des fragments de poterie du bronze moyen II et de l’âge du fer II.
D’autres restes archéologiques de l’âge du fer II ont été découverts au village,,.

#### Identification biblique
Le site est considéré par certains comme identique à celui du village biblique de Mei Neftoach (מי נפתוח), peuplé anciennement. Nephtoah (en hébreu ancien נפתח, littéralement la source du détroit) est mentionné dans la bible hébraïque à la frontière entre les tribus israélites de Juda et de Benjamin et qu’il était le point le plus au nord de la tribu de Juda,. D’autres universitaires considèrent cette identification comme plausible mais non certaine. Kitchener et Conder jugent cette identification insatisfaisante, et préfèrent identifier Lifta avec Eleph, de la tribu de Benjamin (cité dans le livre de Josué 18:28).

### Périodes romaine et byzantine
Les Romains et les Byzantins l’appellent Nephtho.

### Croisades
Aucune information n’est disponible pour la période islamique. À l’époque des Croisades, les Européens appellent le village Clepsta. Les restes d’une cour de maison  de l’époque des Croisades ont été retrouvées au centre du village.

### Période ottomane

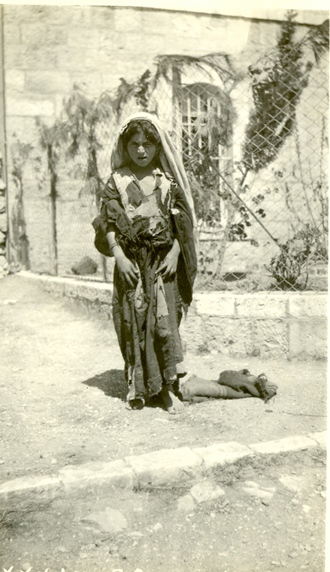
Une jeune fille de Lifta, vers 1919-1920 (photo de Silas et Anna Weaver Hertzler).

En 1596, Lifta était un village de la nahié (sous-district) de Jérusalem de la liwa' de Jérusalem, et avait une population de 72 ménages musulmans, soit environ 396 habitants. Tous les revenus fiscaux allaient à une fondation religieuse, ou waqf.
En 1834, une bataille a lieu durant la révolte de Palestine. Ibrahim Pacha conduit son armée qui défait les rebelles, menés par le cheikh Kassim al-Ahmad (en), un notable important qui habitait le village. La famille de Kassim al-Ahmad restait puissante et dominait la région au sud-ouest de Naplouse de leurs villages fortifiés de Deir Istiya et Beit Wazan. En 1838, le bibliste Edward Robinson cite Lifta comme village musulman, situé dans la zone Beni Malik, à l’ouest de Jérusalem,.
En 1863, Victor Guérin décrit Lifta, entouré de jardins de citronniers, orangers, figuiers, grenadiers et abricotiers. Une liste de village ottomane de 1870 indique 117 maisons et 395 hommes,.
Le rapport du fonds d’exploration de la Palestine de 1883 décrit un village sur le côté d’une colline avec, au sud, une source et des tombeaux taillés dans la pierre.
En 1896, la population est estimée à 966 habitants.
En 1907, l’historien allemand Gustav Rothstein est invité à Lifta par son professeur d’arabe, Elias Nasrallah Haddad. Il écrit un article de 20 pages décrivant les cérémonies de mariage et les fêtes religieuses à Lifta.

### Période du mandat britannique

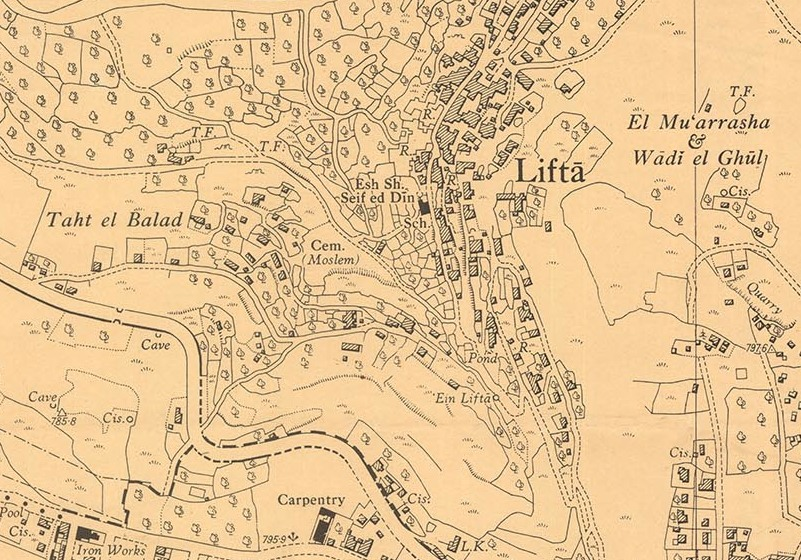
Carte de Lifta dans les années 1940.

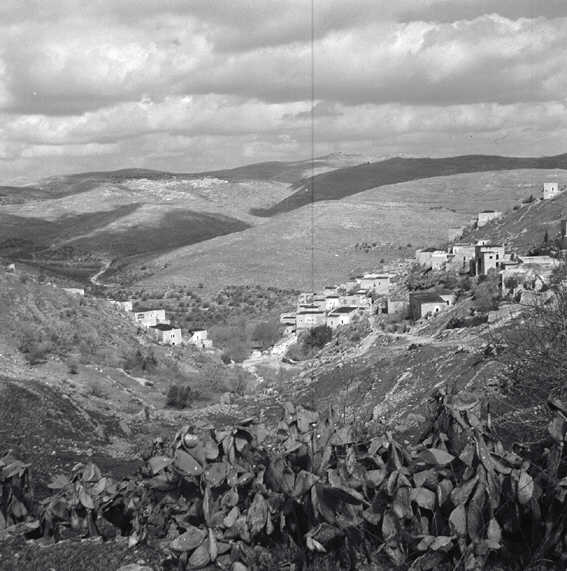
Lifta en 1945.

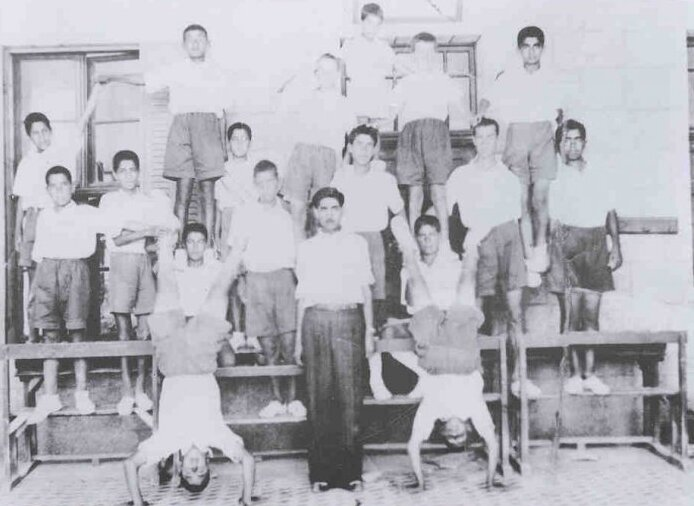
Salle de classe de Lifta avec l’instituteur Mohammad Rabi' au milieu, 1947.

En 1917, Lifta se rend aux forces britanniques en agitant le drapeau blanc et symboliquement, les clés du village.
Dans le recensement de 1922, Lifta a 1451 habitants, tous musulmans augmentant à 1893 au recensement de 1931 (les habitants de Lifta étant alors comptés avec l’orphelinat Schneller (en), ou orphelinat syrien) ; parmi eux, 1844 musulmans, 35 juifs et 14 chrétiens, avec 410 maisons.
Pendant les émeutes de 1929, selon une source israélienne, quelques villageois de Lifta participaient aux bandes qui ont attaqué et pillé les communautés juives des alentours,,.
Dans les statistiques des villages de 1945, la population de Lifta était de 2250 habitants, dont 2230 musulmans et 20 chrétiens ; la superficie totale était de 8743 dunams, dont 3248 dunams consacrés aux céréales et 324 construits.
Avant 1948, le village, avec environ 2500 habitants, avait des vergers, des moulins à huile, un pressoir à vin, une clinique moderne, deux cafés, deux charpentiers, des salons de coiffure, un boucher et une mosquée,. Quelques Juifs habitaient dans le village, et un ancien habitant juif a décrit la relation de sa famille avec la majorité arabe comme « excellente ». La partie arabe de la population possédait 89 % des terres, les Juifs environ 8 %, le restant étant des terres publiques.
L’économie du village dépendait fortement des liens avec Jérusalem, dont le marché absorbait les produits agricoles des paysans de Lifta, qui profitaient des services de la ville. Dans les années 1940, la prospérité du village s’est beaucoup accrue, permettant d’améliorer le réseau routier. Deux cafés et un club étaient le centre de la vie sociale à Lifta, attirant même des clients de Jérusalem. Deux écoles se trouvaient au village, une pour les filles et une pour les garçons, l’école de filles ayant été financée collectivement par plusieurs villages.

### Guerre de 1948 et expulsion
Dans la guerre civile de 1947-1948 Lifta, Romema et Shaykh Badr, situés stratégiquement sur la route de Jérusalem à Tel-Aviv, étaient prioritaires dans les opérations des forces juives. L’histoire officielle de la Haganah indique simplement que les habitants de Lifta ont « libéré » le village [aux Israéliens]. Selon Benny Morris, quelques familles avaient quitté le village après que la décision ait été prise, un peu avant le 4 décembre, d’évacuer les femmes et les enfants afin d’accueillir un compagnie de militaires. Selon Ilan Pappé, le premier accrochage se situe en décembre, quand le propriétaire d’une station-service de Romema, mais vivant à Lifta, est tué par la Haganah, sous le prétexte (fallacieux) qu’il incitait les Arabes à caillasser les véhicules des Juifs qui traversaient le village. En réplique à cet assassinat, les habitants de Lifta se mettent effectivement à jeter des pierres sur les véhicules des Juifs. Selon Morris, les premiers accrochages remontent à mi-décembre, quand une milice paramilitaire arabe prend des positions pour défendre Lifta. Les patrouilles de la Haganah échangeaient quelques coups de feu avec ces miliciens, alors que l’Irgoun et le Lehi étaient bien plus agressifs. Le 28 décembre 1947, le village subit un massacre. La Haganah lança une attaque à la grenade et à la mitrailleuse sur le café de Salah Eisa. Afin de faire comprendre aux habitants qu’ils devaient quitter leur  village, la maison du moukhtar est incendiée, et 20 bâtiments détruits,. L’attaque fait sept morts (six selon d’autres sources) ; de nombreuses femmes et enfants quittent le village. Le même jour, les terroristes du Lehi attaque de son propre chef un bus arabe et tirent dedans, afin de « punir les villages arabes ». Après fin décembre, une grande partie des villageois prennent la fuite. Une autre opération de la Haganah a lieu le 11 janvier, afin d’accélérer la fuite des villageois et sur les villages voisins. Lifta subit ensuite des pénuries alimentaires, début janvier 1948. Un certain nombre de villageois retournèrent chez eux. En conséquence, lors de sa visite du village, Abd al-Kader al-Husseini ordonne que les femmes, les enfants et les vieillards quittent le village, les hommes devant rester. Le 29 janvier, le Lehi détruit 3 maisons du village. Début février, le village est abandonné par la milice. Selon Benny Morris, c’est un assaut qui est la cause de la dépopulation du village. Selon Palestine Remembered, les derniers habitants à quitter le village ont été transportés par camion à Jérusalem-Est. Le 7 février, lors de son voyage à Jérusalem, David Ben Gourion visite Lifta, et exprime sa satisfaction le soir même devant le conseil du Mapaï : « Quand vous arrivez à Jérusalem par Lifta-Romema, Mahane Yehuda, King Georges Street (en) et Méa Shéarim, il n’y a pas d’étrangers [d’Arabes]. 100 % de Juifs ».
Selon un entretien mené avec un habitant en 2021, il y a environ 40 000 réfugiés palestiniens descendant de ces Arabes chassés de leurs maisons, répartis à Jérusalem-Est, la Cisjordanie, la Jordanie et la diaspora palestinienne. Plusieurs familles conservent leurs actes de propriété de l’acte ottomane, attestant de leur droits de propriété à Lifta.

### Période israélienne

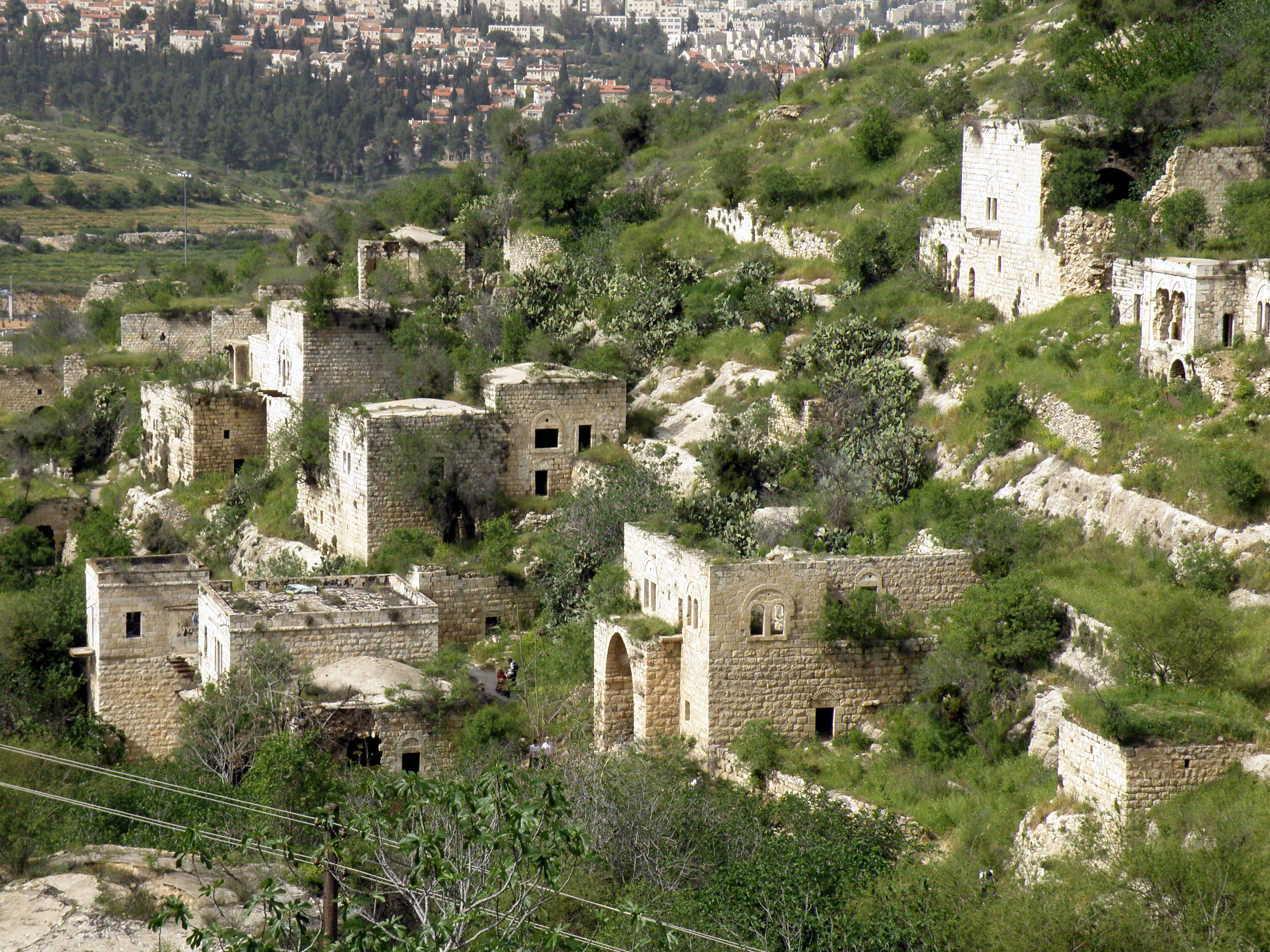
Vue de Lifta en 2009.

Lifta a été utilisé pour abriter des réfugiés juifs pendant la guerre, et après la guerre l’agence juive et Israël ont installé des immigrants juifs du Yémen et du Kurdistan, 300 familles au total. La propriété des maisons n’était pas enregistré à leur nom. Les conditions de vie étaient difficiles : mauvais état des maisons, les routes et les moyens de transports étaient défaillants, et il n’y avait ni électricité, ni eau courante, ni installations d’épuration,,,. En 1969-71, la plupart des Juifs du village choissisent de partir dans le cadre d’un programme de compensation d’Amidar, l’agence immobilière nationale. Des trous ont été percés dans les toits des maisons abandonnées pour les rendre inhabitables, et éviter ainsi le retour des réfugiés, qualifiés de squatteurs. Treize familles, vivant dans la partie du village proche de l’autoroute 1 et n’ayant pas de problèmes de transport, ont choisi de rester. Des hippies et des sans-abris ont vécu à Lifta un certain temps.
Les colonies juives de Mey Niftoach et Givat Shaul sont implantées sur les terres de Lifta.
Dans les années 1980, Lifta est classé réserve naturelle municipale, sous l’égide de la direction de la Nature et des Parcs,.
En 1984, un des bâtiments abandonnés est occupé par la bande de Lifta, un groupe de Juifs complotant la destruction des mosquées de l’esplanade des Mosquées à Jérusalem, qui ont été arrêtés à l’entrée du site avec 120 kilos d’explosif, des grenades à main et d’autres armes,
Après le départ des habitants juifs, plusieurs bâtiments du village ont été utilisés pour le centre de désintoxication pour adolescents de Lifta, fermé en 2014 et par l’école supérieure de Lifta depuis 1971, une école à éducation ouverte, réinstallée dans la colonie allemande de Jérusalem (en) en 2001.
En 2011, un projet de démolition du village pour le remplacer par un ensemble de 212 logements de luxe et un hôtel est présenté. Les anciens habitants ont fait une demande légale pour préserver le village comme site historique. Lifta était le dernier village arabe vidé de ses habitants à n’avoir ni été complètement détruit ni réoccupé. En 2012, ce projet est rejeté par le tribunal de district de Jérusalem,.
En 2011, trois livres sur l'histoire du village palestinien avaient été publiés.
En juin 2017, les derniers habitants juifs quittent le village après un accord avec le gouvernement qui reconnait qu’ils ne sont pas des squatteurs, mais qu’ils avaient été installés là par les autorités compétentes. En juillet 2017, Mei Neftoach est déclaré réserve naturelle nationale, 55 des 450 maisons d’avant 1948 étant encore debout,.
En 2021, l’autorité foncière d'Israël, sans en informer la municipalité de Jérusalem, announce lors de la journée de Jérusalem un appel d’offres pour un nouveau projet de quartier de luxe sur les ruines du village, avec 259 villas, un hôtel et un centre commercial. Le 11 août 2022, ce plan est abandonné, le nouveau maire de Jérusalem, Moshe Lion, cherchant à préserver le village et à le faire accéder au rang de patrimoine mondial. L’ancien maire, Nir Barkat, également homme d’affaires, avait approuvé le plan de démolition avant de changer d’avis après une visite du site.

## Culture
Un sanctuaire consacré au sage cheikha Badr se trouvait au village,.

### Patrimoine mondial
Après l’expulsion des villageois palestiniens, il restait 60 maison de pierre sur les 410 du village, certaines à trois étages, avec la mosquée, un moulin à huile et un sentier empierré vers la source. Le village a été placé comme potentiel élément du patrimoine mondial par l’Unesco, classement validé en 2018 comme site en danger.

### Robes traditionnelles
Lifta était l’une des communautés les plus prospères autour de Jérusalem, et les femmes de Lifta étaient connues pour leurs broderies[Quand ?]. Les robes de mariées Thob Ghabani étaient cousues à Lifta. Elles étaient taillées dans du ghabani, un coton naturel couvert de broderiess de soie de couleur dorée produites à Alep, et étaient plus reserrées que les autres robes. Les manches étaient aussi plus étroites. Les flancs, les manches et le bustier étaient aussi ornés d’empiècements de soie. Les robes étaient fabriquées à Bethléem. Les femmes mariées de Lifta portaient un shaṭweh, coiffe conique distinctive, également portée à Bethléem, Ein Kerem, Beit Jala et Beit Sahour[Quand ?]

## Personnalités liées à Lifta
- Rasmea Odeh
- Yahya Hammouda

## Actuellement
Outre les maisons conservées du village, des figuiers et des amandiers des vergers de Lifta subsistent le long du cours d’eau issu de la source. La mosquée et le club du village sont encore debout ; le cimetière est recouvert de buissons.